# O treh bratih
O treh bratih je porabska pravljica, z naslovom Trije bratje pa jo je zapisal Karel Krajczar, knjižni zapis je naredil Marko Murec.

## Povzetek
Nekoč so živeli trije bratje, ki so si bili zelo podobni. Nekega dne so se dogovorili, da bodo šli pogledat kakšen je svet. Na poti najdejo 3 mlade volkove, 3 mlade medvede in 3 levje mladiče. Vsak vzame po enega vsake vrste, da bodo njihovi psi. Nekega dne so se odločili, da bo vsak sam nadaljeval pot, še prej pa so se dogovorili, da se čez eno leto in en dan dobijo pod hrastom, pod katerim so stali, v zemljo pa so zakopali vsak svoj prstan.
Prvi brat je prišel v mesto, v katerem je zmaj vsak mesec pojedel eno dekle. Na vrsti je bila kraljeva hči in kralj je prvega brata prosil, naj ubije zmaja, v zameno pa se bo lahko poročil z njegovo hčerko in dobil pol kraljestva. Prvi brat je šel s kraljično do vode, v kateri je prebival zmaj in ga skupaj s svojimi psi premagal, mu odsekal vseh 12 glav, iz ust pa mu je odrezal še vseh 12 jezikov in si jih dal v žep. Mimo je prišel krojaški vajenec in prvemu bratu odsekal glavo, zmajeve glave vzel s sabo, kraljični pa je zabičal, da ne sme nikomur povedati kar je videla. Ko je kralj videl vajenca z zmajevimi glavami, mu je dal svojo hčerko za ženo. Ko so se živali prvega brata prebudile, so videle, da je njihov gospodar brez glave in šle so iskat živo travo. Volk je ni našel, medved tudi ne, lev pa jo je vzel kači. Potem so živali s to travo namazale gospodarjev vrat in mu dale glavo nazaj na vrat. Nato so šli h kralju, kjer je bila velika poročna gostija. Prvi brat je kralju povedal, da je on ubil zmaja, pokazal je tudi jezike, ki mu jih je odrezal iz ust. Krojača so takoj vrgli iz gradu in ga razčetverili. S svatbo so nadaljevali, samo da je bil ženin prvi brat. Zjutraj se je mladi kralj spomnil, da je minilo eno leto in en dan ter da se mora vrniti k staremu hrastu, kjer bo srečal svoja brata. Ko je prišel do hrasta tam ni bilo še nikogar, zato si je naredil malico, takrat pa je iz krošnje prišla stara čarovnica in dala prvemu bratu vejico, s katero je ošvrknil svoje živali in te so okamnele. Čarovnica in brat sta se nato sprla zaradi hrane in čarovnica je brata vrgla v grapo. Tudi drugi brat se je napoti k hrastu in eno noč prespal v gradu, kjer so mislili, da je prvi brat in kraljičin mož. Zjutraj se je odpravil k hrastu in tudi njega je čarovnica vrgla v grapo, njegove pse pa okamnela. In istega večera je tudi najmlajši brat prišel do gradu, kjer je prosil za prenočišče. Zjutraj se je tudi on odpravil na lov in srečal čarovnico, a on jo ukanil. Namesto z njeno vejico, je svoje pse ošvrknil s hrastovo vejico, bratove pse pa s pravo vejico. Tako so bili vsi psi živi in so čarovnico napadli, ona pa je vsa prestrašena pokazala, kam je vrgla brata in ju tudi oživila. Vsi trije bratje so odšli na dvor, kjer so kraljično vprašali, kdo je pravi brat, a ona ni znala povedati. Nato je najstarejši brat stopil naprej in povedal, da je on njen mož. Skupaj z bratoma še zdaj živijo na dvoru, če niso že umrli.
Odidejo h kraljici in se postavijo v vrsto. Mlado kraljico pokličejo ven ter jo vprašajo: »Kateri je zdaj tvoj mož?« Kraljica ga ni znala pokazati: vsi trije so bili enaki. Potem najstarejši brat, s katerim se je poročila, stopi naprej in pravi: »Jaz sem tvoj mož.«

## Analiza pravljice
- Dogajalni čas: nekoč, ni natančnega določila časa, je univerzalen, pravljica se dogaja eno leto in en dan
- Dogajalni prostor: dvor neznano kje
- Stalni okrasni pridevniki: kraljeva hči, veliki psi, mlad fant, prvi brat, živa trava, stara baba,…
- Pravljična števila: 3 (bratje, prstani, volkovi, medvedje, levi), 12 (glav, jezikov), eno leto in en dan
- Motivi: prstani, zmaj, vejica, motiv poroke (najprej lažna poroka in nato prava: prvi brat in kraljična), motiv kupčije s čarovnico, ki jih ogoljufa, motiv preizkušnje (prvi brat se bojuje z zmajem)
- Ključni dogodki: odhod od doma, prihod živali (volk, medved, lev), prihod prvega brata na dvor, smrt zmaja, svatba, dogodki pri hrastu, oživitev dveh bratov, vrnitev na dvor
- Teme: junaštvo, ljubezen, čarovništvo/čarobnost
- Pripovedovalec: tretjeosebni ali vsevedni
- Borba med dobrim in zlim: moralne vrednote (pozitivno - negativno, dobro - slabo, pošten - nepošten, dober - hudoben, reven - bogat)
- Ponavljanje besed: prvi brat, psi, zmaj,
- Ponavljanje stavkov: "Ne smem, ker me bodo tvoji psi raztrgali. Vrgla ti bom vejico, ošvrkni z njo svoje pse, potem mi ne bodo nič naredili."
- Ponavljanje dogodkov (3×): vsi trije bratje pri čarovnici, vsak ob svojem času. Psi prvega brata so šli 3 krat na svatbo, vsak posebej.
- Čudežna dejanja: Ko so bratje ošvrknili svoje pse z vejico, ko so psi prvega brata namazali z živo travo,…
- Čudežni predmeti: čarobna vejica, živa trava
- Osebe so tipi - nimajo imen (bratje, kraljična, kralj, krojač)
- Sporočilo: Dobro zmaga nad zlim - junaki so nagrajeni za dobro delo in kaznovani za slabo
- Enodimenzionalnost dogajanja: ni preskokov iz domišljijskega v realni svet
- Številne različice
- Napetost se stopnjuje
- Ima zaplet in razplet: ko vajenec obglavi prvega brata, ko čarovnica vrže v grapo dva brata; razplet: ko premagajo čarovnico in se vrnejo na dvor
- Tipičen začetek: Nekoč so živeli…
- Tipičen - srečen konec: še živijo na dvoru, če že niso umrli
- Vzorec home -away- home: bratje odidejo od doma, se potepajo po svetu (razne dogodivščine) in se nato ustalijo na dvoru, ki je njihov novi dom

## Interpretacija glavnih likov
Po Proppu je omejeno število likov (7 -> junak = prvi brat, carična in njen oče = kraljična in kralj, lažni junak = krojaški vajenec, darovalec = tretji brat, pomočnik = drugi brat, škodljivec = čarovnica)

### Glavne književne osebe
- Prvi brat je v tej zgodbi junak. On ubije zmaja in on se poroči s kraljično, ostala dva brata pa potem stanujeta pri njem. Je neustrašen, pri tem mu pomagajo tudi njegovi psi. Za svojo kraljično se bojuje, tudi zmaja se ne boji in ga tudi premaga. Izkaže pa se tudi za naivnega, saj ga čarovnica in ukani in vrže v grapo.
- Drugi brat se tudi za izkaže za naivnega, saj tudi njega čarovnica ukani. V tej zgodbi, čeprav je glavna oseba, ne igra nobene pomembne vloge.
- Tretji brat pa se izkaže za pametnega, saj ukani čarovnico in tako tudi reši svoja dva brata, ki sta mu za to hvaležna in prvi brat ga sprejme na svoj dvor.

### Stranske književne osebe
Kraljična se izkaže kot strahopetna, saj ne pove, da je zmaja ubil prvi brat in ne vajenec in tako se prvič poroči z vajencem, čeprav ve, da to ni prav. Boji se vajenca in njegove grožnje, da jo bo ubil, če bo komu povedala. Na koncu zgodbe ne prepozna prvega brata, on se ji mora predstaviti in šele nato ga spozna.
Kralj se v zgodbi ne pojavlja veliko, le takrat, ko prvi brat pride v mesto in ga prosi, da bi pokončal zmaja, v zameno pa mu ponudi svojo hčer in pol kraljestva. Bežno se pojavi le še na svatbi, kjer da razčetveriti krojaškega vajenca.
Krojaški vajenec se izkaže za zvitega, prebrisanega. Prvega brata obglavi in se tako on okoristi in se poroči s kraljično. Ko ga spregledajo ga razčetverijo.
Čarovnica se prav tako izkaže za zvito, je pa tudi zelo prepirljiva. Prva dva brata ukani, pri tretjem pa ji spodleti in bratje jo s skupnimi močmi premagajo. Čarovnica pa uporablja tudi čarobne pripomočke - čarobna vejica.

## Analiza obravnavane pravlijce po Proppu
- Eden od družine odide od doma - po navadi je to mlajša generacija, v tem primeru trije bratje
- Škodljivec poizveduje - škodljivec je v tem primeru čarovnica, ki se skuša bratom približati
- Škodljivec poskuša prevarati svojo žrtev, da bi zagospodoval nad njo, njenim premoženjem - čarovnica da bratom čarobna vejico, s katero naj bi ošvrknili svoje pse, da ji ne bi škodovali
- Žrtev nasede prevari in s tem nehote pomaga sovražniku - Prva dva brata z vejico ošvrkneta pse in jih s tem okamnita, čarovnica potem škoduje še bratoma
- Škodljivec škoduje enemu od družinskih članov - čarovnica škoduje dvema bratoma s tem, ko ju vrže v grapo in okamni njune pse
- Junak izve za nesrečo - zadnji brat izve, da sta njegova brata mrtva tako, da vidi zarjavela prstana,  zakopana v zemlji
- Junak prejme čudežno sredstvo - tretji brat prejme od čarovnice čudežno vejico, s katero reši brata in njune pse
- Junak in škodljivec se neposredno spopadeta - Prvi brat se spopade z zmajem, tretji brat se spopade s čarovnico
- Škodljivec je premagan - premagan je zmaj in premagana je tudi čarovnica
- Junak se vrne, drugi ga ne spoznajo - Prvi brat se vrne na dvor, kraljična ga sprva ne spozna, prvi brat ji mora vse razložiti, druga dva brata prideta z njim
- Naloga je rešena - Bratje se rešijo zmaja in čarovnice, živijo srečno
- Lažnega junaka ali škodljivca razkrinkajo - Razkrinkajo vajenca, ki se je zlagal, da je premagal zmaja
- Junak se poroči in zasede carski prestol - Prvi brat se poroči s kraljično, skupaj z bratoma živijo srečno naprej…

## Motivsko - tenatske povezave
Nekaj motivov je mogoče najti tako v slovenski pravljici O treh bratih, kot v  pravljici Tekma za bajtico.
- Mati ni prisotna - v Tekmi za bajtico ni matere, oče pa je prisoten, v pravljici O treh bratih pa ni prisotnega nobenega od staršev.
- V obeh pravljicah je bolj malo ženskih likov: v pravljici O treh bratih nastopata kraljična in čarovnica, ki pa nimata prav velike vloge, v pravljici Tekma za bajtico pa je edini ženski lik mačka
- Dva odhoda otrok od doma: v obeh pravljicah je šla od doma mlajša generacija - trije bratje
- Prisotna so pravljična števila: 3
- V obeh pravljicah se pojavi prstan: V pravljici O treh bratih si bratje s prstanom obljubijo, da se čez leto in dan spet vidijo, v pravljici Tekma za bajtico pa bratje tekmujejo za to, kdo bo domov prinesel lepši prstan
- Prisotni so čarobni pripomočki in dogodki: v treh bratih se pojavi čarobna vejica in čarobni prstan, v Tekmi za bajtico pa se mačka spremeni v lepo deklico
- V obeh pravljicah nastopajo živali: V treh bratih se pojavijo zmaj in psi (lev, medved, volk), v Tekmi za bajtico pa nastopa mačka
- Obe pravljici imata srečen konec
- V obeh pravljicah je obljubljeno plačilo - posest in poroka z lepo kraljično
- Eden od bratov postane graščak: V treh bratih postane kralj najstarejši brat, v Tekmi za bajtico pa najmlajši brat

V pravljici O treh bratih pa se pojavi še nekaj motivov, ki so zelo pogosti v književnosti:
- Motiv zmaja (pravljično bitje, ki po navadi bruha ogenj in ima lahko eno ali več glav): Zmaj v Postojnski jami, Zmaj v Peci, Zmajevka, Celovški zmaj, Zmaj s sedmerimi glavami
- Motiv prstana: Tekma za bajtico, Železni prstan
- Motiv bratov in sester: Tekma za bajtico, Pet bratov, O treh bratih in treh hčerah, Bogata in uboga sestra, Desetnica, O treh sinovih, Kralj in njegovi trije sinovi, O treh bratih in kraljični, ki ji je zrasel rep